# Paramelita odontophora
Paramelita odontophora is een vlokreeftensoort uit de familie van de Paramelitidae. De wetenschappelijke naam van de soort is voor het eerst geldig gepubliceerd in 1994 door Stewart, Snaddon & Griffiths.